# Dětřichovec
Dětřichovec (německy Dittersbächel) je malá vesnice, část obce Jindřichovice pod Smrkem v okrese Liberec. Nachází se asi dva kilometry východně od Jindřichovic pod Smrkem. Dětřichovec je také název katastrálního území o rozloze 4,54 km².

## Historie
První písemná zmínka o vesnici pochází z roku 1381. Do roku 1946 se vesnice jmenovala Dittersbächel.

## Přírodní poměry
V hájku u osady Na Zámečku při silnici mezi Dětřichovcem a Jindřichovicemi pod Smrkem roste památný Hladový buk u Dětřichovce. Jihozápadně od vsi v lesích Jidřichovického hřebene mezi Andělským vrchem (573 m) a Hřebenáčem (567 m), u rozcestí při silničce z Dětřichovce do Nového Města pod Smrkem se nachází druhý památný strom – Oslí buk. V blízkosti v lese na východním úbočí již zmíněného vrchu Hřebenáč stojí Rückertův pomníček, o něco jižněji tři prameny radioaktivní minerální vody, pojmenované Samuel, Michael a Rafael.

## Pamětihodnosti
Ve vsi se zachovalo několik staveb typické regionální německé lidové architektury, mj. tři chalupy v osadě Na Hranici. Dále budova bývalého vodního a hořčičného mlýna čp. 30, připomínaného již v r. 1577. 